# Anton Hekler

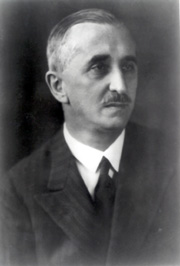
Anton Hekler (um 1935)

Anton Hekler (ungarisch: Hekler Antal) (* 1. Februar 1882 in Budapest; † 3. März 1940 ebenda) war ein ungarischer Klassischer Archäologe und Kunsthistoriker.

## Leben
Hekler promovierte 1903 in Budapest in Staatswissenschaften zum Dr. jur. und immatrikulierte sich 1904 in München bei Adolf Furtwängler zum Studium der Klassischen Archäologie. Bereits 1905 veröffentlichte er seine erste Studie zur antiken Skulptur und nach insgesamt zwei Studienjahren erwarb er sein zweites Doktorat in Deutschland. Anschließend ging er zurück nach Budapest, wo er zunächst am Ungarischen Nationalmuseum wirkte und später Ordinarius für Archäologie und Kunstgeschichte an der Universität Budapest war. In Ungarn widmete er sich weiter der antiken Kunst, aber auch der Kunstgeschichte Ungarns. Auf Heklers Anregung hin erwarb das Budapester Kunstmuseum aus der Münchener Sammlung Paul Arndts im Jahr 1908 zunächst 135 griechische, römische und italienische Skulpturen und 1914 weitere 650 Terrakottafiguren. Inzwischen hatte Hekler ehrenamtlich die Betreuung der Skulpturensammlung des Kunstmuseums übernommen.

Mit dem 1912 in Stuttgart und London veröffentlichten Buch Die Bildniskunst der Griechen & Römer schrieb Hekler ein weit verbreitetes Standardwerk, das auch in anderen Sprachen (so englisch: Greek and Roman Portraits) Verbreitung fand.
Er war seit 1920 Mitglied der ungarischen Akademie der Wissenschaften. Vor 1937 wurde ihm der Titel eines Ehrensenators der Universität Breslau verliehen.

## Schriften (Auswahl)
- Die Bildniskunst der Griechen & Römer, Hoffmann, Stuttgart 1912
- A klasszicizmus jelentősége és térfoglalása az ókori művészetben, Budavári Tudományos Társaság, Budapest 1921
- Die Kunst des Phidias, Hoffmann, Stuttgart 1924
- Die Sammlung antiker Skulpturen, Krystall, Wien 1929 (Die Budapester Sammlungen. Die Antiken in Budapest, Abt. 1)
- Budapest als Kunststadt, Lindner, Küssnacht 1933
- Die Universität Budapest, Lindner, Basel 1935
- Ungarische Kunstgeschichte, Mann, Berlin 1937
- Bildnisse berühmter Griechen, Kupferberg, Berlin 1940 (3. Auflage, erweitert durch Helga von Heintze 1962)